# كليفتون إبراهام
كليفتون إبراهام (بالإنجليزية: Clifton Abraham)‏ هو لاعب كرة القدم الكندية أمريكي، ولد في 9 ديسمبر 1971 في دالاس في الولايات المتحدة.

## وصلات خارجية
- كليفتون إبراهام على موقع مرجع كرة القدم المحترفة.كوم (الإنجليزية)